# Chilla's Art
Chilla’s Art（チラズアート）は、日本のインディーゲーム制作チームで、主に兄弟2人（2023年4月1日から兄弟3人）でホラーゲームを開発・販売している。法人名はChilla’s Art合同会社。

## 概要
兄弟2人(2023年4月1日から兄弟3人)によるチームであり、モデリング等の3D関連の作業を兄が担当し、プログラミングを弟が担当している。2023年4月1日に3兄弟であることを明かし、同日三男が同社に入社したことを公開した。三男の担当は不明。「Night Security 夜間警備」では三男が主体となって開発した。一人称視点ゲームが主であるが、『The Night Way Home 帰り道』で三人称視点ゲームを制作している。
外国人と間違えられることもあるが、アメリカ育ちで日本在住の日本人である。
Chilla's Artという名前は、チンチラ（Chinchilla）から取ったもの。マスコットキャラクターは紫のチンチラ。名前はチラ丸。公募され、2022年12月5日に決定。
早稲田文学編集室刊『早稲田文学』2021年秋号に Chillaʼs Art 名義で、「Chillaʼs Artにとってのキーゲーム」と題されたコラムが掲載された。
ホラーゲーム制作では、『返校 -Detention-』、『DreadOut』、『Witch Hunt』、『Home Sweet Home』、『Granny』などのインディーズホラーゲームから影響を受けていると語っている。

## 作品
| 配信年   | タイトル                                | 配信日   | 備考                                             |
| -------- | --------------------------------------- | -------- | ------------------------------------------------ |
| 2018年   | Evie                                    | 2月16日  |                                                  |
| 2018年   | Welcome Back Daddy                      | 5月10日  |                                                  |
| 2018年   | Sphera                                  | 6月27日  |                                                  |
| 2019年   | Blame Him                               | 6月3日   |                                                  |
| 2019年   | Okaeri おかえり                         | 9月7日   |                                                  |
| 2019年   | Aka Manto 赤マント                      | 9月24日  |                                                  |
| 2019年   | Stigmatized Property 事故物件           | 10月26日 |                                                  |
| 2019年   | Inunaki Tunnel 犬鳴トンネル             | 11月19日 |                                                  |
| 2020年   | Yuki Onna 雪女                          | 1月3日   |                                                  |
| 2020年   | The Convenience Store 夜勤事件          | 2月18日  |                                                  |
| 2020年   | Onryo 怨霊                              | 4月25日  |                                                  |
| 2020年   | Missing Children 行方不明               | 6月13日  |                                                  |
| 2020年   | The Ghost Train 幽霊列車                | 7月24日  |                                                  |
| 2020年   | Hanako 花子さん                         | 12月11日 |                                                  |
| 2021年   | Teke Teke - テケテケ                    | 1月21日  | NyxTales Gamesとの共同開発                       |
| 2021年   | The Caregiver 終焉介護                  | 4月3日   |                                                  |
| 2021年   | Night Delivery 例外配達                 | 6月5日   |                                                  |
| 2021年   | The Night Way Home 帰り道               | 8月7日   | 初の三人称視点ゲーム                             |
| 2021年   | The Radio Station 深夜放送              | 10月31日 |                                                  |
| 2022年   | The Closing Shift 閉店事件              | 3月19日  |                                                  |
| 2022年   | The Bathhouse 地獄銭湯                  | 10月1日  |                                                  |
| 2023年   | The Karaoke ヒトカラ                    | 2月4日   |                                                  |
| 2023年   | Night Security 夜間警備                 | 6月16日  |                                                  |
| 2023年   | Parasocial パラソーシャル               | 8月26日  |                                                  |
| 2023年   | The Kidnap 誘拐事件                     | 11月1日  |                                                  |
| 2023年   | Jisatsu 自撮                            | 12月16日 |                                                  |
| 2024年   | Shinkansen 0 新幹線 0号                 | 3月23日  |                                                  |
| 2024年   | The Bathhouse 地獄銭湯 Restored Edition | 8月10日  | 2022年『The Bathhouse 地獄銭湯』のフルリメイク版 |
| 2025年   | CursedDigicam呪われたデジカメ           | 1月10日  |                                                  |
| 近日登場 | The Ramen Stand 拉麺屋台                | 近日登場 |                                                  |
| 近日登場 | Jimmu 神武                              | 近日登場 |                                                  |

## 書籍化
『夜勤事件』(2024年4月3日-)
著者：西造、配信：Vコミ
『The Convenience Store 夜勤事件』のコミカライズ版。
『夜勤事件 〜Chilla's Art ノベライズ集〜』(2024年6月28日)
著者：東亮太、監修：Chilla's Art
『The Convenience Store 夜勤事件』のノベライズ版。同年9月18日には重版が発売された。
『地獄銭湯 ～Chilla's Art　ノベライズ集２～』(2025年06月30日)
著者：東亮太、監修：Chilla's Art
ノベライズの第２弾。
1. 1 2 3 4 5  Chilla’s Art is creating Japanese Horror Games | Patreon
2. 1 2  “『事故物件』『赤マント』『雪女』。Steamで話題の兄弟ホラーゲームクリエイター“Chilla's Art（チラズアート）”インタビュー。なぜレトロ和風ホラーを作り続けるのか”.   ファミ通.com (2020年2月20日). 2020年6月16日閲覧。
3. ↑  “https://twitter.com/ChillasArt/status/1599610603286704130”. X (formerly Twitter). 2023年10月10日閲覧。
4. ↑  “文芸誌『早稲田文学』のホラー特集号が発売開始。ガッチマン氏とVTuberらとの「ホラーゲーム実況対談」のほかSCP財団やChilla's Artも”. 電ファミニコゲーマー – ゲームの面白い記事読んでみない？ (2021年10月10日). 2021年10月31日閲覧。
5. ↑  “『事故物件』『赤マント』『雪女』。Steamで話題の兄弟ホラーゲームクリエイター“Chilla's Art（チラズアート）”インタビュー。なぜレトロ和風ホラーを作り続けるのか | ゲーム・エンタメ最新情報のファミ通.com”. ファミ通.com. 2022年8月11日閲覧。
6. ↑  怪音響かせ巨大な女が迫りくる恐怖の下校ホラーアドベンチャー『帰り道 -The Night Way Home-』【Steamハック：第17回】

- | Patreon
- Chilla's Art (@ChillasArt) - X（旧Twitter）
- Chilla's Art - YouTubeチャンネル